# Estación Las Perdices
Las Perdices (anteriormente denominada La Cumbre) fue una estación de ferrocarril que se hallaba en la comuna de Coquimbo, en el límite entre las provincias de Limarí y Elqui, en la Región de Coquimbo de Chile. Se encontraba a 610 m s. n. m.

## Historia
No existe certeza sobre la fecha exacta de apertura de la estación, sin embargo la vía sobre la cual se sitúa es la misma que era utilizada por el ferrocarril que unía a Coquimbo y La Serena con Ovalle y que alcanzó el sector de Higueritas en septiembre de 1866. Enrique Espinoza no consigna la estación en 1897, sin embargo José Olayo López en 1910 y Santiago Marín Vicuña en 1916 ya la incluyen en sus listados de estaciones ferroviarias, así como también en mapas de 1929 la estación ya aparece en el trazado.
En todas las publicaciones hasta 1929 la estación aparece mencionada como Cumbre o La Cumbre por encontrarse en el punto más alto de la cuesta Las Cardas, cambiando al nombre actual en décadas siguientes. En mapas de 1958 ya aparece con el nombre de Las Perdices.
La estación dejó de prestar servicios cuando el Longitudinal Norte suspendió el transporte de pasajeros en junio de 1975, siendo suprimida mediante decreto del 6 de noviembre de 1978. En la actualidad se mantiene en pie el edificio de la estación, el cual se encuentra habitado.